# Testament (label)
Pour les articles homonymes, voir Testament.
Testament est le label d'une compagnie de disque indépendante, britannique, fondée en 1990 par Stewart Brown et spécialisée dans la réédition d'archives de musique classique.
Le label a republié des archives monophoniques majoritairement, mais également stéréo, en provenance d'autres compagnies de disques, tels que Decca Records, EMI. Permettant de réécouter de grands interprètes tels que Leonid Kogan, Emil Gilels, Ida Haendel, Johanna Martzy, Germaine Thyssens-Valentin, Solomon, Géza Anda, etc.. Des chefs d'orchestre : John Barbirolli, André Cluytens, Roger Désormière, Désiré-Émile Inghelbrecht, Rudolf Kempe, Guido Cantelli, Igor Markevitch par exemple.
Dans le répertoire de la musique de chambre, Testament a republié les disques du Quatuor de Hollywood et les premiers enregistrements des Quatuors Juilliard, Amadeus, Italiano, Smetana et du Quintetto Boccherini.
En association avec la BBC, Testament a aussi édité, pour la première fois, des bandes de concerts, par exemple de Jacqueline du Pré, Klemperer et Karajan.